# Великополовецька сільська рада
Великополовецька сільська рада — колишній орган місцевого самоврядування у Сквирському районі Київської області з адміністративним центром у с. Великополовецьке.

## Населені пункти
Сільській раді були підпорядковані населені пункти:
- с. Великополовецьке
- с. Андріївка
- с. Мала Михайлівка

## Склад ради
Рада складалася з 16 депутатів та голови.

### Керівний склад ради
| ПІБ                           | Основні відомості                                                 | Дата обрання | Дата звільнення |
| ----------------------------- | ----------------------------------------------------------------- | ------------ | --------------- |
| Козачков Микола В'ячеславович | Сільський голова, 1960 року народження, освіта                    | 26.03.2006   | 31.10.2010      |
| Козачков Микола В'ячеславович | Сільський голова, 1960 року народження, освіта вища, безпартійний | 31.10.2010   |                 |

Примітка: таблиця складена за даними джерела